# Rheinischer Schützenbund
Der Rheinische Schützenbund (kurz RSB) ist ein eingetragener und gemeinnütziger Verein, der 1872 in Düsseldorf gegründet wurde. Sein Zuständigkeitsbereich ist nahezu deckungsgleich mit der ehemaligen preußischen Rheinprovinz und erstreckt sich in Teilen über die Bundesländer Nordrhein-Westfalen und Rheinland-Pfalz. Der Rheinische Schützenbund ist der Dachverband der Sportschützen im Rheinland und als solcher Mitglied im Deutschen Schützenbund (DSB). Die Zahl der Mitglieder liegt derzeit bei ca. 76.000. Der formaljuristische Sitz ist die nordrhein-westfälische Stadt Köln (Eintrag im Vereinsregister unter 401903); seit 2005 befindet sich die Geschäftsstelle im benachbarten Leichlingen (Rheinland).
Als Landesdachverband ist der Rheinische Schützenbund einziger Ansprechpartner für den Landessportbund NRW und im Bereich der Gebiete Nord und Mitte (beide Gebiete entsprechen ungefähr dem Gebiet des Landschaftsverbandes Rheinland in NRW) und im Gebiet Süd in den entsprechenden Teilen in Rheinland-Pfalz für die Sportbünde Rheinland und Rheinhessen, für die ihm angeschlossenen Vereine.

## Geschichte
Der Rheinische Schützenbund wurde im Jahr 1872 in Düsseldorf als Dachverband für alle Schützenvereine der Rheinprovinz gegründet. Nach dem Zweiten Weltkrieg erfolgte durch die Alliierten ein Verbot von Schützenvereinen. Als dieses in der jungen Bundesrepublik wieder aufgehoben worden war, erfolgte auf einer Versammlung in Bonn im Jahr 1951 eine Wiedergründung des RSB. Seit diesem Jahr findet regelmäßig der sogenannte Rheinische Schützentag statt. Dieser wird von jeweils wechselnden Mitgliedsvereinen oder Untergliederungen ausgerichtet.

## Mitgliedschaften
Der Verein selber ist Mitglied im Deutschen Schützenbund. Dieser bildet die Dachorganisation der Sportschützen in Deutschland und ist wiederum Mitglied in internationalen Verbänden wie der International Shooting Sport Federation oder dem Deutschen Olympischen Sportbund.
Einzelpersonen können im Rheinischen Schützenbund nicht direkt Mitglieder werden. Ihre Mitgliedschaft besteht über den Schützenverein, dem sie angehören. Diese zurzeit etwa 915 Vereine vertreten rund 76.000 Vereinsmitglieder beim Rheinischen Schützenbund.
Durch die Mitgliedschaft im RSB sind die jeweiligen Mitgliedsvereine auch Mitglied in den (Landes)Sportbünden ihres Bundeslandes. Die Gebiete Nord (Regierungsbezirk Düsseldorf) und Mitte (Regierungsbezirk Köln), liegen in Nordrhein-Westfalen. Deren Vereine gehören über den RSB dem Landessportbund Nordrhein-Westfalen an. Das Gebiet Süd liegt auf dem Landesgebiet von Rheinland-Pfalz und deren Vereine gehören über die Sportbünde Rheinland und Rheinhessen dem Landessportbund Rheinland-Pfalz an.

## Landesverbandsinterne Disziplinen
Die Landesverbände der Sportschützen sind hinsichtlich ihrer Selbstverwaltung und ihres Sportregelwerkes autonom, sofern sie die im Rahmen des Anerkennungsverfahren nach § 15 WaffG für den DSB getroffene Regelungen umsetzen. Die Landesverbände sind ermächtigt, auf der Basis der eigenen genehmigten Landesdisziplinen sowie der Sportordnung des Deutschen Schützenbundes e. V., waffenrechtliche Befürwortungen für den eigenen Territorialbereich auszusprechen. Seit dem Jahr 2022 führt der Rheinische Schützenbund keine eigenständigen landesverbandsinternen Disziplinen mehr, da diese zwischenzeitlich vollständig in die Sportordnung des Deutschen Schützenbundes aufgenommen wurden.

## Gliederung
Der Rheinische Schützenbund gliedert sich in drei Gebiete und 17 Bezirke. Unterhalb der Bezirksebene existieren 52 Schützenkreise.
Gebiet Nord
- Bezirk 01 Rechter Niederrhein
- Bezirk 012 Dinslaken (ehemals Kreis 2 aus Bezirk 1)
- Bezirk 02 Ruhr – Emscher
- Bezirk 03 Linker Niederrhein
- Bezirk 04 Neuss, Mönchengladbach, Grevenbroich
- Bezirk 041 Düsseldorf (ehemals Kreis 1 aus Bezirk 4)
- Bezirk 05 Bergisch Land

Gebiet Mitte
- Bezirk 06 Aachen
- Bezirk 07 Köln, rechtsrheinisch
- Bezirk 08 Köln, linksrheinisch
- Bezirk 09 Oberbergisches Land
- Bezirk 10 Bonn

Gebiet Süd
- Bezirk 11 Koblenz
- Bezirk 12 Trier
- Bezirk 13 Altenkirchen-Oberwesterwald
- Bezirk 14 Hunsrück (ehemals Rheinhessen-Nahe – Rhein-Hunsrück)
- Bezirk 15 Obere Nahe – Westrich